# Richard Thurnwald
Richard Thurnwald (ur. 18 września 1869 w Wiedniu, zm. 19 stycznia 1954 w Berlinie) – niemiecki etnograf i socjolog. Od 1946 roku profesor Uniwersytetu w Berlinie Zachodnim. Organizator ekspedycji badawczych do Mikronezji (1906–1909), Nowej Gwinei (1912–1915), wschodniej Afryki (1930). Przedstawiciel funkcjonalizmu. W pracy Die menschliche Gesellschaft in ihren ethnosoziologischen Grundlagen (t. 1-5 1931-35) zastosował metodę typów idealnych do twierdzeń historyczno-porównawczych w etnografii. Był recenzentem pracy doktorskiej  Evy Justin z zakresu rasistowskich badań nad Romami i Sinti.

## Dzieła
- Die menschliche Gesellschaft in ihren ethno-soziologischen Grundlagen. Berlin [u.a.] : de Gruyter
  - Band 1: Repräsentative Lebensbilder von Naturvölkern (1931)
  - Band 2: Werden, Wandel und Gestaltung von Familie, Verwandtschaft und Bünden im Lichte der Völkerforschung (1932)
  - Band 3: Werden, Wandel und Gestaltung der Wirtschaft im Lichte der Völkerforschung (1932)
  - Band 4: Werden, Wandel und Gestaltung von Staat und Kultur im Lichte der Völkerforschung (1935)
  - Band 5: Werden, Wandel und Gestaltung des Rechtes im Lichte der Völkerforschung (1934)
- Richard Thurnwald (Hrsg.): Lehrbuch der Völkerkunde. 2., teilw. veränd. Aufl. /Stuttgart : Enke, 1939 (in 1. Aufl. hrsg. von Konrad Theodor Preuss. Unter Mitwirkung von Fachgenossen. in 2. teilw. veränd. Aufl. hrsg. von Richard Thurnwald)
- Völkerkunde von Afrika : mit besonderer Berücksichtigung der kolonialen Aufgabe / von Hermann Baumann; Richard Thurnwald und Diedrich Westermann. Essen : Essener Verl.- Anst., 1940